# Saprochaete chiloensis
Saprochaete chiloensis är en svampart som först beskrevs av C. Ramírez & A.E. González, och fick sitt nu gällande namn av Kurtzman, Robnett, de Hoog & M.T. Sm. 2004. Saprochaete chiloensis ingår i släktet Saprochaete och familjen Dipodascaceae.   Inga underarter finns listade i Catalogue of Life.